# Le Jeune Gaston, dit l'Ange de Foix
Le Jeune Gaston, dit l'Ange de Foix est un tableau peint par Claudius Jacquand en 1838, présenté cette même année au salon de Paris où il est remarqué par les critiques,. L'année suivante, l'œuvre est exposée au Salon de Bruxelles, où elle est récompensée par une médaille de vermeil.
Cette toile illustre le drame d'Orthez de 1380 raconté par Jean Froissart dans ses Chroniques. Gaston Fébus, comte de Foix et seigneur de Béarn, fait emprisonner son fils Gaston, après que celui-ci a tenté de l'empoisonner. Fébus finit par assassiner ce seul fils légitime.

## Historique du tableau
En 2014, le tableau est prêté au musée des beaux-arts de Lyon dans le cadre de l'exposition L'invention du Passé. Histoires de cœur et d'épée 1802-1850.
Il fait l'objet d'une donation au musée du Louvre  par son propriétaire qui en conserve toutefois l'usufruit.